# Cerâmica de figuras negras

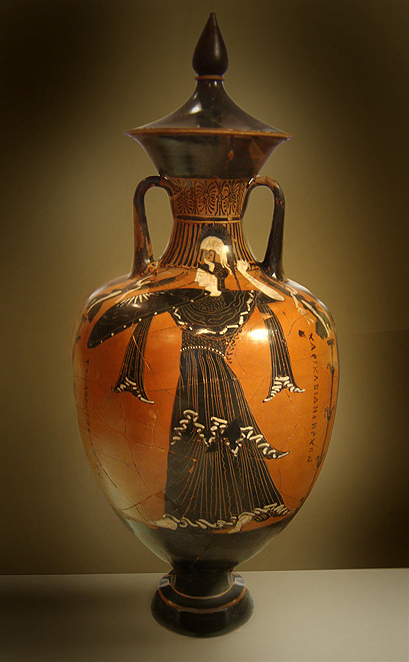
Ânfora de figura negra, com imagem de Atena
Museu Arqueológico Nacional de Atenas

A cerâmica de figuras negras ou registro de pintura negra na cerâmica é um estilo em que as figuras negras encontram-se desenhadas num fundo vermelho. Originou-se em Corintodurante o século VII a.C, espalhou-se para outras cidades e regiões, incluindo Esparta, e chegou à Ática uma geração depois. A técnica floresceu até que foi substituída pela cerâmica de figuras vermelhas em 530 a.C.

## Estilos e temas
Os grandes ceramistas atenienses, que desenvolveram a pintura negra em seu maior potencial, desenvolveram um estilo sofisticado de decoração de narrativas que mostrava temas como cenas de batalha, seres míticos e episódios de lendas.  As personagens estavam geralmente de perfil.
Poucos são os ceramistas conhecidos por nome e maioria das obras foi agrupada tendo como base o estilo de pintura e parecem pertencer a um grupo de indivíduos pertencente a uma oficina ou ateliê. Contudo, foi em Atenas que assistimos pela primeira vez a artistas assinarem suas obras. A primeira obra assinada parece ter pertencido a Sófilos. O nome mais famoso é Exéquias, mais conhecido por suas cenas de batalha. Clítias era conhecido por suas gravuras em vasos.

## Ceramistas gregos que utilizavam pintura negra
Andócides 

Clítias

Exéquias

Sófilos 